# Ray Huffine
Ray Huffine est un artiste américain de décors pour l'animation, connu pour ses activités au sein des Studios Disney et Walter Lantz Productions.

## Biographie
En 1960, il quitte les studios Disney pour Walter Lantz Productions.

## Filmographie

### Chez Disney
- 1940 : Pinocchio
- 1940 : Fantasia séquence La Symphonie Pastorale
- 1941 : Le Dragon récalcitrant
- 1942 : Bambi
- 1942 : Victoire dans les airs
- 1942 : Les Trois Caballeros
- 1945 : African Diary
- 1945 : La Légende du rocher coyote
- 1946 : La Boîte à musique
- 1946 : Pluto au pays des tulipes
- 1946 : Mélodie du Sud
- 1947 : Crazy with the Heat
- 1947 : Coquin de printemps
- 1948 : Mélodie Cocktail
- 1948 : Danny, le petit mouton noir
- 1949 : Le Crapaud et le Maître d'école : La Mare aux grenouilles
- 1950 : Cendrillon
- 1950 : The Brave Engineer
- 1950 : Morris the Midget Moose
- 1950 : Drôle de poussin
- 1950 : Plutopia
- 1951 : Alice au pays des merveilles
- 1951 : Get Rich Quick
- 1951 : Fathers are People
- 1952 : Lambert le lion peureux
- 1952 : Tic et Tac séducteurs
- 1952 : The Little House
- 1953 : Peter Pan
- 1953 : Rugged Bear
- 1953 : Canvas Back Duck
- 1954 : Spare the Rod
- 1954 : Le Dragon mécanique
- 1954 : Grin and Bear it
- 1954 : The Flying Squirrel
- 1955 : No Hunting
- 1955 : La Belle et le Clochard
- 1955 : Un sommeil d'ours
- 1956 : In the Bag
- 1956-1960 : "Disneyland" (8 épisodes)

### Chez Walter Lantz
- 1960 : Hunger Strife
- 1960 : Fish Hooked
- 1960 : Fowled Up Falcon
- 1961 : Poop Deck Pirate
- 1961 : Rough and Tumble-Weed
- 1961 : Eggnapper
- 1961 : The Bird Who Came to Dinner
- 1961 : Gabby's Diner (en)
- 1961 : Mackerel Moocher
- 1961 : Clash and Carry
- 1961 : St. Moritz Blitz
- 1961 : Franken-Stymied
- 1962 : Rock-a-Bye Gator
- 1962 : Home Sweet Home Wrecker
- 1962 : Rocket Racket
- 1962 : Careless Caretaker
- 1962 : Mother's Little Helper
- 1963 : Coming Out Party
- 1963 : Charlie's Mother-in-Law
- 1963 : The Tenant's Racket
- 1963 : Hi-Seas Hi-Jacker
- 1963 : Tepee for Two
- 1964 : Lighthouse-keeping Blues
- 1964 : Dumb Like a Fox
- 1964 : Rah Rah Ruckus
- 1964 : Roof-Top Razzle Dazzle
- 1964 : Le Woody Woodpecker Show 1 épisode (layout artist)
- 1965 : Case of the Elephant's Trunk
- 1965 : Guest Who?
- 1965 : Fractured Friendship
- 1965 : Davey Cricket
- 1965 : What's Peckin'
- 1966 : Foot Brawl
- 1966 : Rough Riding Hood
- 1966 : Snow Place Like Home
- 1966 : Astronut Woody
- 1966 : South Pole Pals
- 1966 : Teeny Weeny Meany
- 1967 : Window Pains